# 로마 약탈 (455년)

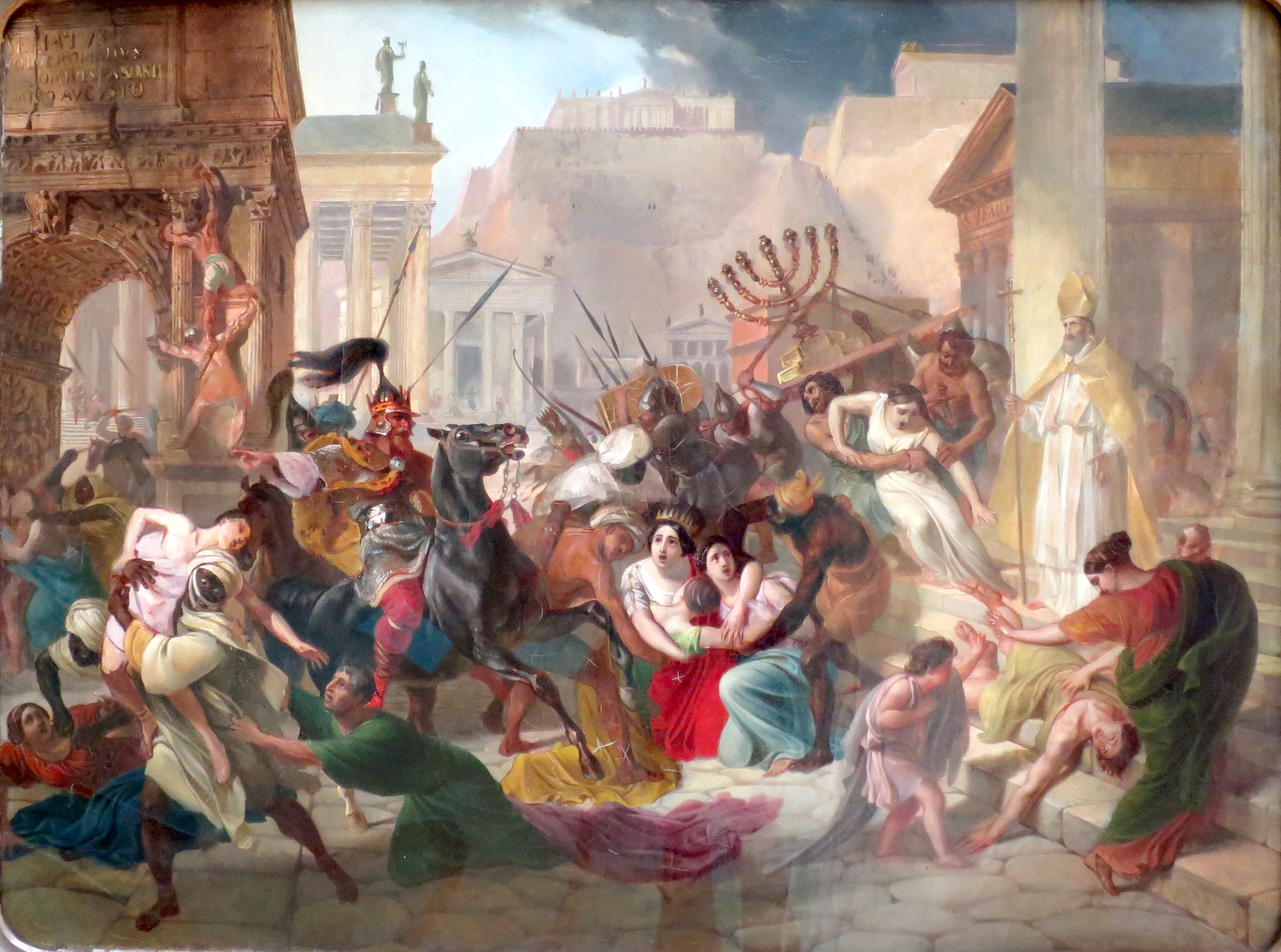
로마 약탈 (455년)

로마약탈(455년)은 반달 왕국의 국왕 게이세리쿠스가 이끄는 반달족이 로마를 약탈한 사건을 말한다. 반달족이 지중해를 건너 해상으로 쳐들왔기에 로마인들이 더욱 놀랄수밖에 없었다. 야만족은 말을 타고 육상을 통해 습격한다는 기존의 고정관념이 깨어졌으며 해적에 의한 약탈이 내륙 깊숙한 곳까지 미쳤기 때문이다. 당시 서로마는 전군 총사령관 아이티우스가 암살당한후 황제 역시 연이어 암살당하며 무정부 상태에 빠져 있었다. 교황 레오 1세가 협상을 시도했으나 약탈 자체를 막지는 못했다. 다만 몇가지 사항에 대해 합의를 이끌어내어 살인, 방화, 파괴 등에 대한 피해를 줄일 수는 있었다. 약탈은 15일간 자행되었다.

## 배경

### 반달족의 북아프리카 이주
훈족의 침공으로 이동을 시작한 반달족은 5세기 초반에 이베리아 반도의 남부에 정착하는듯 했으나 주변의 다른 야만족들과 관계가 원만치 못했다. 이런 상황중에 서로마 제국에서 파견한 북아프리카 총독 보니파기우스로부터 군사지원을 요청받는다. 반달족의 왕 게이세리크는 429년에 8만명의 부족을 이끌고 지브롤타 해협을 넘어 북아프리카로 이주한다.
보니파키우스가 군사지원을 요청한 이유는 반달족의 힘을 빌려 서로마 제국과 맞서 싸우기 위해서였다. 당시 보니파기우스는 서로마 황실과 오해가 빚어졌고 황실에서 보낸 토벌군과 전투를 앞두고 있었다. 전투직전에 황실과의 오해가 극적으로 풀리면서 반달족의 군사지원요청을 취소하였다. 그러나 이미 북아프리카로 이주한 반달족은 지브롤터 해협에서 북아프리카를 동쪽으로 가로질러 이동하면서 파괴와 약탈을 일삼았다.

### 반달 왕국
보니파키우스는 침략군으로 돌변한 반달족을 막아보려고 했지만 연패하다가 430년에 서로마로 퇴각하고 말았다. 서로마에 불만이 많던 북아프리카 토착민족들은 반달족에게 협조적이였기에 전투는 가이세리크에게 유리하였다. 439년 10월 19일 반달족이 카르타고를 점령해서 북아프리카 지역에서 서로마 세력을 몰아내고 반달왕국을 건설하였다. 이로 인해 곡창지대였던 북아프리카를 빼앗긴 서로마는 심한 타격을 입었다.
반달족은 442년 로마와 협정을 맺어 아프리카, 비자케나, 누미디아 일부 지방의 지배자로 인정받았다. 그리고 대륙의 야만족 출신 답지 않게 카르타고를 기점으로 하여 해양강국이 되려는 노력을 기울였다. 이런 노력으로 반달족 함대는 지중해 서쪽의 많은 부분을 정복하고 사르데냐, 코르시카, 시칠리아를 합병하며 지중해내에 세력을 넓혀갔다.

### 암살당하는 아이티우스
금번 약탈이 발생하게 된 근본원인이자 결정적인 계기를 제공한 사건은 바로 서로마 군사력의 핵심이자 전군 사령관인 아이티우스가 한해전인 454년에 암살당한것에 있다. 아이티우스가 죽자 서로마의 방위력은 완전히 붕괴되어버렸다. 과거 410년에 있었던 서고트족의 로마약탈 사건때와 상황이 비슷하게 된 것이다. 408년에 전군 사령관이였던 스틸리코가 암살당하여 제국의 방위력이 무너지자 서고트족에 의해 동일한 로마약탈이 자행되었던 적이있었다.
황제 발렌티니아누스 3세(재위 425-455)가 아이티우스를 직접 암살하였다. 물론 암살은 환관등 측근들과 모의하고 암살에 동참하여서 칼을 빼어들어 함께 아이티우스를 찔렀다. 아이티우스는 라벤나 궁정에서 황제를 알현하여 재무보고를 행하던차라 갑옷도 입지않았으며 비무장상태에서 기습을 당하였다. 당시 실권은 아이티우스가 쥐고 있었고 그 누구도 함부로 그에게 대적할 생각조차 못할정도로 권세가 당당했었다. 아이티우스의 측근들이 정치와 군사방면에 넓게 포진해 있었기 때문이다. 또한 평소 황제의 성품으로 보아 기습암살등을 할 위인은 못된다고 판단하여 방심했다. 408년에 스틸리코가 암살당했던 전례를 알고 있었을 것인데 경솔했던 것이 화를 부른 것이다.

### 아이티우스가 암살당한 이유
암살당한 이유를 한마디로 표현하자면 평소 황제의 권위에 대해 은근히 도전하는 듯한 처세가 이어지자 황제가 이에 대해 감정이 곱지 못했던 것이 근본적인 이유라 할 수 있겠다. 또한 너무 강한 권력을 가지고 있었기에 이를 경계한 측근과 환관들이 견제도 있었다. 권신(權臣)의 출현은 역모의 근본원인으로 동서고금을 막론하고 군주는 이를 심하게 경계하는 바인데 아이티우스는 가끔 황제를 무시하듯 들어내놓고 도전적인 언행을 보여왔었다.
암살당하던 당일도 아이티우스는 군신(君臣)의 관계를 넘어서 황제와 거의 대등한 동맹자 차원에서 자신의 아들과 황제의 딸에 대한 혼인을 신속히 추진하자고 당당하게 요구했다. 아이티우스가 가진 명성과 능력은 역심을 품고도 남을 정도였다. 혼인을 서두르는 이유는 혼인후 아이티우스의 아들을 제위에 올리려는 것일수도 있어 매우 위협적이기도 했다. 그의 권력은 황제조차 두려움을 느낄정도로 이미 신하의 반열에서 한단계 올라가 있었으므로 무례한 언사는 기회만 엿보던 황제를 격분시켰다.
두번째 이유는 훈족의 왕 아틸라가 453년에 사망했기 때문에 토사구팽(兎死狗烹) 당한 것이다. 아틸라는 '신의 채찍' 이라 불릴 정도로 유럽대륙을 공포에 떨게 했던 인물이다. 아틸라는 천재적인 군주로 뛰어난 훈족군사를 이끌며 동서로마와 모든 게르만 민족들이 상대하기 싫어서 피할정도로 천하무적에 가까웠다. 그런 아틸라가 453년에 복상사(腹上死) 한 후 훈족들은 내분에 휩싸여 세력이 급격히 쇠퇴해버렸다. 아틸라와 훈족이라는 앓던 이가 빠져나갔는데 눈에 가시같은 아이티우스 정도는 없어도 된다는 판단을 내린것이다.
세번째 이유는, 아이티우스가 과거 423년에 호노리우스 황제(395-423) 사후에 발렌티니아누스 3세의 황제등극을 반대했었던 구원(久怨)이 있었다. 아이티우스는 참칭자 요한네스 옹립에 앞장섰었다. 아이티우스는 훈족병사 6만명을 빌려와서 당시 4살이였던 발렌티니아누스 3세와 대적을 하였던 전력이 있다. 이런 소동으로 인해 황제는 423년에 즉위하지 못하고 2년후인 425년이 되어서야 황제에 자리에 오를수 있었다. 또한 이에 대해 사죄하고 용서를 빌지 않았으며 훈족병사들을 내세워 갈리아 지역의 군사령관직을 요구하였고 황실에서는 어쩔 수 없이 수락했었다.
네번째 이유는, 452년에 아틸라가 훈족을 이끌고 북이탈리아를 유린하며 로마로 진격했지만 아이티우스는 석연치 않은 이유를 들어 갈리아에 주둔할 뿐 군대를 파병치 않았었다. 당시 황궁이 있는 라벤나와 로마는 함락당할 위급한 상황이였었다. 물론 교황 레오 1세 등이 나서서 협상을 통해 아틸라와 훈족의 퇴각을 유도하여 잘 해결되었지만 황제로서는 서고트족 등 아먄족으로 구성된 갈리아 군대가 원정을 반대한다는 이유만으로 출동하지 않은 점은 용서하기 힘든 일이였다.

## 약탈

### 서로마의 상황
아이티우스는 100군데가 넘는 자상(刺傷)을 입고 황제의 면전에서 즉사하였다. 특별한 대책없이 아이티우스를 죽인 황제 발렌티니아누스 3세는 원로원 의원인 페트로니우스의 부인을 강간하는 파렴치한 일도 저지르고 만다. 분개한 페트로니우스는 복수를 위해 아이티우스의 부하였던 훈족 옵틸라(Optila)와 트라우스틸라(Thraustila) 에게 황제 암살을 사주하였다. 455년 3월 16일에 두 사람은 황제 발렌티니아누스 3세가 마르스 벌판에서 벌어진 군사 경기를 보고 즐기고 있을 때 암살하였다. 황제 주변에 있던 병사들은 아이티우스의 옛 부하들이었기 때문에 황제를 도우러 나서지 않았다.

### 살해당하는 신임황제
황제 발렌티니아누스 3세의 암살을 사주했던 페트로니우스가 원로원의 승인을 얻어 황제에 즉위했지만 통치자로서 정치적으로 매우 무능하였다. 반달족의 침공소식이 전해지자 원로원 의원들에게 도망치라고 한 후에 자신도 도망을 가다가 백성들이 던진 돌 세례를 맞고 죽고 말았다. 황제 페트로니우스는 죽기전까지 약 3개월가량 재위에 있었는데 무능하였을뿐만 아니라 사적으로도 치졸한 행동을 일삼았다. 정통성 보강 차원에서 전임 황제의 미망인과 정략결혼을 하였는데 복수차원에서 황후에게 폭행을 가하였다.(강간사건에 대한 치졸한 보복) 그러자 증오심에 불탄 황후 에우독시아는 반달족 게이세리크에게 남몰래 도움을 청하기에 이르렀다. 게이세리크도 이미 서로마의 정치상황을 파악하고 있었다. 서로마와 거래하는 상인들과 자신 수하의 해적들로부터 많은 정보를 접하고 있었기 때문이다.

### 본격적인 약탈
반달족이 쳐들어온다는 소식이 로마에 전해지자 고위관리부터 시민에 이르기까지 대부분이 혼비백산하여 도망치기 바빴다. 오스티아 항(港)에 도착후 테베레 강을 거슬러올라 반달족이 로마성벽 앞에 도달하자 교황 레오 1세가 담대하게 나섰다. 교황은 로마약탈을 막아보려고 게이세리크와 담판을 시도하였으나 소용이 없었다. 비록 교황 레오 1세가 약탈을 막지는 못했으나 담판을 통해 세가지 정도에 대해 합의가 이루어졌다.
1. 교회와 그 관련 시설은 약탈 대상에서 제외한다.
2. 저항하지 않는 자는 죽이지 않는다.
3. 방화하지 않는다.

약속한 사항이 그다지 성실하게 지켜지지는 않았으나 약탈이 진행되는 동안 강간, 살인, 방화 등은 적게 발생하여 피해를 조금이나마 줄일 수 있었다. 약탈치고는 비교적 차분한 가운데 일부 시민들의 협조하에 6월 15일부터 보름동안 이어졌다. 반달족들은 테베레 강변에 배를 대어놓고 체계적으로 차곡차곡 약탈물을 실어갔다.

## 원인과 영향
이번 약탈은 쇠망해가는 서로마에 쐐기를 박는 사건이였다. 반달족이 퇴각한후 서로마는 재기불가능 상태에 빠졌으며 476년에 멸망하고 말았다.
반달족은 429년부터 10년간 북아프리카 일대를 점령한 후 해적으로 변신하였다. 이후 534년에 동로마 제국에 의해 반달왕국이 멸망할때까지 지중해 일대에서 약탈을 일삼으면서 로마 문명을 무자비하게 파괴하였다. 그래서 인류가 창조한 문명을 무모하게 파괴하는 행동에 대한 규정어로 ‘반달리즘’ 이란 말이 나왔다.

## 참조
- 옥스포드 교황사전
- 로마제국 쇠망사 '에드워드 기번著'